# Arend van Salzburg

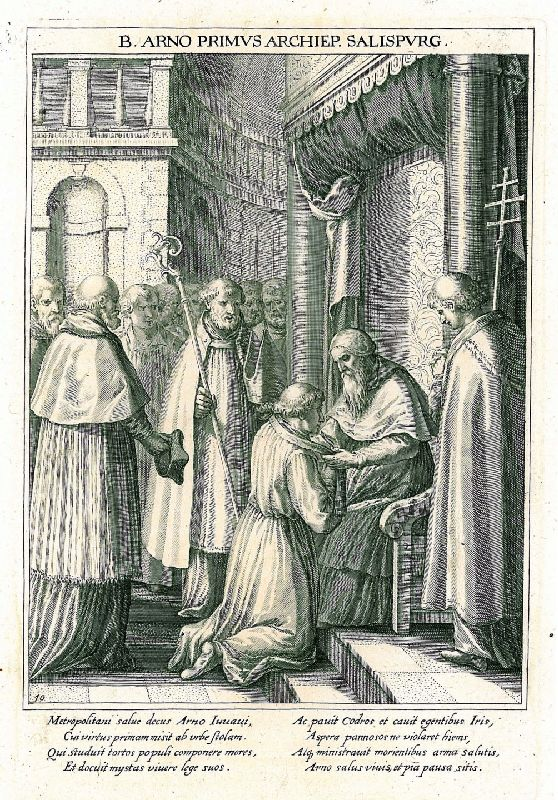
Arend van Salzburg door paus Leo III tot aartsbisschop gewijd (Egidius Sadeleer, ca.1600)

Arend van Salzburg, ook wel Arn, Arno of Aquila (Isen, na 740- Salzburg, 24 januari 821) was een geestelijke en staatsman uit de Karolingische tijd. Hij was onder meer abt van een aantal kloosters, en bisschop, later aartsbisschop van Salzburg. Hij is onder anderen bekend vanwege zijn bewaard gebleven correspondentie met Alcuinus van York. Zijn feestdag als Rooms-katholiek heilige is 24 januari.

## Levensbeschrijving
Over het leven van Arend van Salzburg zijn slechts fragmentarisch feiten bekend. Waarschijnlijk was hij een telg uit het Beierse adelsgeslacht Fagana, dat zijn machtscentrum had in de Isengouw, de regio tussen de Isar en de Inn. Al op jonge leeftijd werd hij monnik in de abdij Weihenstephan in Freising. In 765 werd hij tot diaken gewijd, in 776 of 777 ontving hij zijn priesterwijding. Later werd hij benedictijner monnik in de in Vlaanderen gelegen Abdij van Elnone, beter bekend als de Sint-Amandsabdij. Op 25 mei 782 werd hij abt van Sint-Amands, als opvolger van Alcuin, een van de centrale figuren aan het hof van Karel de Grote. Wellicht werd hij rond dezelfde tijd (of later) abt van de Sint-Servaasabdij in Maastricht, want in een brief uit 799 lijkt het alsof Alcuin zijn zeggenschap over het klooster overgedragen heeft op Arend.
In 785 werd Arend bisschop van Salzburg. In 787 werd hij door Tassilo III, hertog van Beieren, met een diplomatieke missie naar paus Adrianus I in Rome gestuurd. Wellicht behoorde Arend tot degenen die Tassilo op de Rijkssynode van Frankfurt in 794 beschuldigden van verraad. In elk geval behoorde Arend daarna tot de vertrouwelingen van Karel de Grote. Arend werd een van de missi dominici (zendgraven) en bracht enige tijd door aan het Karolingische hof, waar hij bekendstond als Aquila, adelaar. Tot zijn vrienden behoorde, behalve het hoofd van de Akense paleisschool Alcuin, de diplomaat en dichter Angilbert. In 799 begeleidde hij paus Leo III terug naar Rome, nadat deze naar Aken gevlucht was. Op 25 december 800 was hij te Rome aanwezig bij de keizerskroning van Karel de Grote. Zijn handtekening staat tevens onder het testament van Karel de Grote uit 811.
Door de overwinningen van Karel de Grote op de Avaren in 791, 795 en 796-797 werd het bisdom Salzburg sterk uitgebreid en werd de bisschop een belangrijke machtsfactor in Beieren. In 798 werd Salzburg de zetel van een aartsbisdom, waarbij Arno de eerste Beierse metropoliet werd, die het pallium ontving uit handen van paus Leo III. Tot het nieuwe aartsbisdom behoorden de bisdommen Freising, Neubourg, Passau, Regensburg en Bolzano-Brixen, en de missiegebieden Karantanië (Karinthië) en Pannonië (westelijk Hongarije). Arend wijdde verschillende kerken en priesters in het land der Avaren en stuurde er onder anderen de missionaris Ingo met 13 helpers heen, die van 785 tot 798 in Karantanië missiewerk verrichtten. Alcuin ried Arend aan de tiendenheffing in Karantanië te verminderen om een volksopstand te voorkomen. Arend voerde daarop de lagere "Slaventiende" in, die tot de 11e eeuw bleef bestaan.
In Salzburg riep hij diverse synodes bij elkaar om het kerkelijk leven te verbeteren en bevorderde hij onderwijs en wetenschap door onder andere een bibliotheek op te richten. De laatste jaren van zijn leven waren minder actief, hoewel hij aartsbisschop bleef tot zijn dood in 821.

## Geschriften
In 788 stelde Arend, geholpen door de diaken Benedictus, een lijst op van landerijen en eigendommen van de Kerk in Beieren, de Notitia Arnonis, twee jaar later door Karel de Grote bevestigd. Ook liet hij de geschiedenis van Salzburg (Annales Juvavenses maximi) optekenen. Vele andere wetenschappelijke werken uit de Karolingische renaissance kwamen tot stand onder bescherming van Arend van Salburg, onder andere een Salzburgs consuetudinarius (kloosterliturgie). De 19e-eeuwse Duitse historicus Wilhelm von Giesebrecht was van mening dat Arend de auteur was van het eerste deel van de Laurissenses majores, bewaard in de abdij van Lorsch en handelend over de Frankische koningen van 741 tot 829. Als deze aanname juist is, dan is Arend van Salzburg de eerste met name bekende schrijver die de benaming "Duits" (theodisca) voor de Duitse taal benutte.